# Palabra de mujer
Palabra de mujer é uma telenovela mexicana produzida por José Alberto Castro para Televisa e exibida pelo Canal de las Estrellas entre 22 de outubro de 2007 e 9 de maio de 2008, substituindo Amor sin maquillaje e sendo substituída por Querida enemiga.
A trama é um remake das novelas El amor tiene cara de mujer e Principessa, produzidas em 1971 e 1984, respectivamente. 
Foi protagonizada por Edith González, Yadhira Carrillo, Ludwika Paleta e Lidia Ávila e antagonizada por Cynthia Klitbo, Víctor Noriega e Agustín Arana com participação da primeira atriz Margarita Isabel.

## Sinopse
Palabra de Mujer conta a história de quatro mulheres: Vanessa, Fernanda, Paulina e Matilde, que apesar de pertencerem a diferentes âmbitos sociais, empreenderão juntas uma aventura que as levarão a realizar como profissionais e mais importantes também, como mulheres.
Vanessa é quem toma a iniciativa e decide se associar com Delia, uma amiga milionária, para fundar uma casa produtora e criar um programa de televisão feito para mulheres e para mulheres. Fernanda, Paulina, Matilde e Irmita formam sua equipe de confiança e se tornam melhores amigas e confidentes. 
O programa se torna o incentivo de que Vanesa precisa para progredir, já que sua vida desmoronou: seu marido Julián, após 22 anos de casamento, a deixa por sua jovem amante. Vanessa terá que enfrentar essa decepção e criar Clara e Emiliano, seus dois filhos. Mas o que eles não sabem é que sua mãe passou por uma tragédia muito maior, quando perdeu o primeiro filho. Na verdade, nem Vanessa nem Julián conseguiram superar a perda e agora, 20 anos depois, a separação faz reviver a dor. É nestes momentos que Martín, mais do que o amigo de toda a vida, se tornará o verdadeiro apoio e amor de que Vanesa necessita.
Por sua vez, Paulina, que para muitos poderia levar uma vida muito confortável vindo de uma família rica, vive um eterno conflito, pois não conseguiu perdoar que Mariano, seu pai, abandonou sua mãe e ela quando ela era apenas uma garota. Sozinha no mundo, Paulina não tem escolha a não ser ir morar com a tia Carlota, uma mulher manipuladora e com muito medo de ficar sozinha. Desencantada com a vida, Paulina jura nunca mais se apaixonar, mas quando seu pai volta em busca de seu perdão, Paulina conhece sua nova esposa, Flora, e seu enteado Adrián. A simpatia e o bom coração de Flora conquistam o carinho de Paulina, mas por Adrián ela sentirá uma rejeição imediata, embora com o passar do tempo descubra que o que realmente sente por ele é amor verdadeiro.
Fernanda é especialista em finanças. Ela é mãe solteira e sua filha adolescente, Bety, é sua melhor amiga. Fernanda teve que enfrentar sua vida sem o amor de Emanuel, pai de Bety, que a abandonou para se casar com uma mulher rica e de quem ela nunca mais ouviu falar, até que o destino se encarregou de enfrentá-los novamente em uma situação muito comprometedora. Porém, quando Fernanda acredita que tudo está perdido, entra em sua vida Hernán, um aventureiro misterioso e viril que se recusa a criar raízes e se comprometer, mas ao conhecer Fernanda se apaixona por ela, mudando sua forma de ver a vida.
Matilde é a criadora do programa, pela sua inteligência e grande capacidade de improvisação. Sua família é humilde; seu pai é mecânico, sua mãe é comerciante em um mercado e seu irmão Ismael estuda medicina.
Apaixona-se por Paulina, mas não quer se empolgar porque sabe que nada tem a oferecer a ela. Por sua vez, Matilde, que não se cansa de aconselhar o irmão a olhar melhor para alguém parecido com ele, ironicamente acaba se apaixonando por Roberto, filho de Delia, que se oporá categoricamente ao relacionamento deles.
Entre problemas, desventuras, amores, desgostos, ódios e paixões, vamos acompanhar passo a passo a vida dessas quatro mulheres, suas famílias, seus triunfos e seus fracassos; quatro mulheres que trabalham e lutam para mostrar o quanto vale a palavra de uma mulher.

## Elenco[4]
- Edith González - Vanessa Noriega Blanco de Medina
- Yadhira Carrillo - Fernanda Ortiz Barquín de Gil
- Ludwika Paleta - Paulina Álvarez y Junco Navarro[5]
- Lidia Ávila - Matilde Solano Mellado de Landeta[6]
- Juan Soler - Martín Castellanos
- Cynthia Klitbo - Delia Ibarra Perfecta Vda. de Landeta
- Víctor Noriega - Emmanuel San Román
- Lisardo - Hernán Gil
- Agustín Arana - Julián Medina
- Margarita Isabel - Consuelo Perfecta Vda. de Ibarra
- Alejandro de la Madrid - Adrián Vallejo Navarro
- Rafael Puente Jr - Roberto "Betito" Landeta Ibarra
- Irma Lozano - Carlota  Álvarez y Junco Riquelme
- Salvador Sánchez - Don Guadalupe "Lupe" Solano
- Miguel Loyo - Ismael Solano Mellado
- Otto Sirgo - Mariano Álvarez y Junco Riquelme
- Dalilah Polanco - Irma López
- Yula Pozo - Doña Rosa Mellado Ruiz de Solano
- Amairani - Sonia Garros de San Román
- Jessica Coch - María Inés Castrejón
- Alejandro Nones - Octavio Longoria
- Úrsula Montserrat - Silvia Longoria
- Jacqueline Voltaire - Flora Navarro Santibañez de Álvarez y Junco
- Natalia Téllez - Beatriz "Bety" Ortiz
- Claudia Godínez - Gina San Román
- Kendra Santacruz - Clara Medina Noriega
- Alberich Bormann - '"Emiliano Medina Noriega
- Osvaldo de León - Ariel Castellanos
- Daniel Berlanga - Jorge "Danny" Medina Noriega
- Opi Domínguez - Liliana "Lily" Rodríguez
- Carolina Jaramillo - Tamara Fuentes
- Roberto Ballesteros - Genaro Arreola
- Jéssica Mas - Mireya Aranda
- Roxana Rojo de la Vega - Erika Valtierra
- Eugenio Cobo - Armando Longoria
- Julio Bracho Castillo - Germán Mondragón
- Antonio de la Vega - Saúl Figueroa
- Dolores Salomón "Bodokito" - Benita Valente
- Montserrat Oliver - Monserrat León
- Ricardo Vera
- Cecilia Romo
- Alea Yólotl
- Rebecca de Alba

## Audiência
Teme média de 11,3 pontos

## Prêmios e Indicações

### Prêmio TVyNovelas 2009
| Categoria                  | Ator            | Resultado |
| -------------------------- | --------------- | --------- |
| Melhor ator protagonista   | Juan Soler      | Nominado  |
| Melhor atriz antagonista   | Cynthia Klitbo  | Nominada  |
| Melhor ator coestelar      | Agustín Arana   | Nominado  |
| Melhor revelação masculina | Osvaldo de León | Nominado  |